# 10. pehotni polk (Avstro-Ogrska)
Za druge 10. polke glejte 10. polk.
10. pehotni polk (nemško Infanterie Regiment Nr. 10) je bil pehotni polk avstro-ogrske skupne vojske.

## Poimenovanje
- Galizisches Infanterie Regiment »Gustav V. König der Schweden, der Goten und Wenden« Nr. 10/Galicijski pehotni polk »Gustav V., kralj Švedov, Gotov in Vendov« št. 10
- Infanterie Regiment Nr. 10 (1915 - 1918)

## Zgodovina
Polk je bil ustanovljen leta 1715. 

### Prva svetovna vojna
Polkovna narodnostna sestava leta 1914 je bila sledeča: 43% Poljakov, 47% Rutencov in 10% drugih. Naborni okraj polka je bil v Przemyślu, pri čemer so bile polkovne enote garnizirane sledeče: Przemyśl (štab, II., III. in IV. bataljon) in Bijeljina (I. bataljon).
Med prvo svetovno vojno se je polk bojeval tudi na soški fronti. Med peto soško ofenzivo je polk zaradi plinskega bojevanja izgubil 1300 umrlih vojakov.
V sklopu t. i. Conradovih reform leta 1918 (od junija naprej) je bilo znižano število polkovnih bataljonov na 3.

## Organizacija
1918 (po reformi)
- 2. bataljon
- 3. bataljon
- 4. bataljon

## Poveljniki polka
- 1859: Joseph Grobois[9]
- 1865: Joseph Grobois[10]
- 1879: Carl von Döpfner[11]
- 1908: Eduard Schatzl von Mühlfort[12]
- 1914: Friedrich Peitzker[1]